# Francis Hobson
Francis James Walter Hobson (1889–1931) là một cầu thủ bóng đá người Anh thi đấu cho Stoke.

## Sự nghiệp
Hobson sinh ra ở Stoke-upon-Trent và thi đấu bóng đá nghiệp dư với Smallthorne trước khi gia nhập Stoke năm 1910. Ông thi đấu một trận cho đội một với chiến thắng 4–0 trước Stafford Rangers trong mùa giải 1910–11 trước khi trở lại bóng đá nghiệp dư với Rocester.

## Thống kê sự nghiệp
| Câu lạc bộ          | Mùa giải            | Giải vô địch | Giải vô địch | Cúp FA  | Cúp FA    | Tổng    | Tổng      |
| Câu lạc bộ          | Mùa giải            | Số trận      | Bàn thắng    | Số trận | Bàn thắng | Số trận | Bàn thắng |
| ------------------- | ------------------- | ------------ | ------------ | ------- | --------- | ------- | --------- |
| Stoke               | 1910–11             | 1            | 0            | 0       | 0         | 1       | 0         |
| Tổng cộng sự nghiệp | Tổng cộng sự nghiệp | 1            | 0            | 0       | 0         | 1       | 0         |